# فيليو تومبو
فيليو إينار تومبو (23 سبتمبر 1893، بورنينين - 27 فبراير 1957، هلسنكي)، كان فريقًا في الجيش الفنلندي خلال الحرب العالمية الثانية.

## للمزيد من القراءة
- General.dk